# タシュ
タシュ(モンゴル語: Taš, ? - 1239年)とは、13世紀初頭にモンゴル帝国に仕えたジャライル部出身の万人隊長。建国の功臣国王ムカリの地位を継いで対外戦争に従事したが武功に恵まれず、ムカリ家の停滞を招いた当主として知られる。
『元史』などの漢文史料では塔思(tǎsī)と記される。別名をチラウン(Čila'un ＞査剌温/cháláwēn)とも言うが、「タシュ」と「チラウン」はそれぞれモンゴル語とテュルク語でともに「石」を意味する名称である。

## 概要
タシュはモンゴル帝国建国の功臣たる国王ムカリの孫に当たり、ムカリの地位を継承したボオルの長男として生まれた。タシュは幼い頃から利発でムカリから目をかけられており、 ムカリは周囲の者に「我が志を達成するのはこの子であろう」と語っていたという。タシュは18歳にして父の跡を継ぎ、1230年(庚寅)9月には反乱を起こして潞州を包囲した武仙の討伐を第2代息帝オゴデイより命じられた。タシュ率いる討伐車の接近を知った武仙は一度退却し、武仙軍の様子を窺ったタシュは夜明けとともに攻撃を仕掛けるよう命じた。ところが、タシュ軍が出陣する前に金朝の将軍移剌蒲瓦が夜襲を仕掛け、タシュは沁南に逃れざるをえなくなった。この隙をついて武仙軍は潞州の包囲を再開してこれを陥落させた上潞州城主の任存は戦死してしまい、 タシュにとっては不名誉な初陣となった。
同年10月、オゴデイ自ら軍を率いての金朝親征(第二次対金戦争)が始まると、タシュはアルチダイとともに潞州を攻撃して武仙軍を打ち破り、首級7000を挙げる勝利を収めた。翌月には潼関を守備して金軍の逆侵攻に備えるよう命じられている。翌1231年(辛卯)にオゴデイ軍が潼関を攻略すると、タシュは退却した金朝元帥完顔火燎の追撃を命じられ、タシュ軍は完顔火燎に追いついて切り殺した。1232年(壬辰)春、右翼軍を率いるトゥルイが金軍主力と接近しつつあるとの報が入ると、オゴデイはタシュとアルチダイ、クウン・ブカの3名にトゥルイ軍の救授に向かうよう命令し、黄河を渡った3名は三峰山にてトゥルイと合流した。モンゴル軍と金軍との決戦は大雪の中行われ、タシュは矢石を恐れず先鋒を務め、敵将移剌蒲瓦を捕虜とする功績を挙げた(三峰山の戦い)。三峰山の戦いに勝利を収めた後もタシュは敵将の完顔合達を追撃して鈞州に至り、完顔合達を打ち取って鈞州も陥落させた。同年3月、金朝が滅亡しオゴデイが北方への帰還を始めると、残敵掃討はタシュらに任せられた。タシュらは河南地方の大部分を平定したが、汴京・帰徳府・蔡州といった諸域は守りが固くなかなか攻略することができなかった。 そこでダシュはオゴテイに使者を派遣して「祖父ムカリはチンギス・カンの勃興を補佐して次々と功績を挙げたが、目らは国王を継ぎながら功なく、昨年は戦いに敗れている。罪は万死に値するが、願わくば攻撃に参加させていただき、以て陸下に報いたい」と上奏したが、オゴデイは占いの結果が悪いとしてこの要請を認めなかった。一方、1233年(癸巳)秋9月にはオゴデイの庶子グユクの東真遠征に従軍するよう命じられ、アルチダイとともにグユクを補佐して東真の征服を成功させた。
1234年(甲午)秋7月、旧金朝領の処遇を決めるクリルタイが開かれたが、その場でオゴデイは「東南一隅(＝南宋)」への親征について言及し諸将の反応を見た。この場でタシュは一番に南宋親征への参加を表明したためオゴデイは喜び、「タシュは年少と雖も英雄の気風がある。我が家の大事を成すのはタシュであろう」と称賛したという。しかし、実際にはオゴデイの息子クチュを総司令とする遠征が計画され、この遠征におけるタシュの地位はチンギス・カン時代のムカリの地位ほど高いものではなかった。1235年(乙未)冬には棗陽を攻略した後、クチュの本軍から分かれて郢州を攻撃したが、郢州は漢江に面する城市で兵の土気は高く水軍も多数擁するという要害の地であった。そこでタシュは劉バートルに死士500名とともに筏で攻撃を仕掛けるよう命じ、劉バートルの作った橋頭保のをもとに郢州を攻略した。また、1236年(丙申)冬には鄧州まで進出した。
1237年(丁酉)秋9月には八柳より渡河し汴京に入った所、守臣の劉甫が大慶殿で酒宴を行っており、タシュは「ここはかつての金朝皇帝が住まった場所であり、我ら人臣がいるべき場所ではない」と語ってこれをやめさせたという。翌10月、再びクウン・ブカと合流してともに光州を攻略し、そこから更にタシュは大蘇山を、クウン・ブカは黄州を攻略し、数千の首級と牛馬を得る勝利を挙げた。1238年(戊戌)春正月には安慶府に至り、3月にはオゴデイの下に帰還した。9月にはオゴデイの下での宴会に出たが泥酔してしまい、周囲の者から 「長くはないだろう」とささやかれたという。同年12月には雲中に戻り、翌1239年(己亥)3月、28歳の若さで亡くなった。 タシュが若くして亡くなったため息子のシクドゥルは未だ幼く、代わりに弟のスグンチャクが国王位を継ぐこととなった。以後、ムカリ家の主流はタシュ家ではなくスグンチャク家やバアトル家に移ることとなった。

## 子孫
タシュの息子シクドゥルは上述したように国王位を継ぐとこはなかったが、長じて三千戸の食邑・建国王旗幟・五品印一・七品印二を与えられて列侯と同様に扱われたという。この措置は、モンゴル帝国内において絶大な権威・権勢を有する国王位をタシュ家が放棄した代償として与えられたものと考えられている。
タシュ家はシクドゥルの後、その息子クドカ（Quduqa/忽都華）、孫のクト・テムル（Qutu temür/忽都帖木児）、曾孫のバウガ（Bauga/宝哥）、玄孫のダオトン（Daotong/道童）まで存続したことが記録されている。

## ジャライル部タシュ系国王ムカリ家
- グウン・ゴア（Gü’ün U’a ＞孔温窟哇/kǒngwēn kūwa）
  - 右翼万人隊長ボオルチュ・ノヤン（Muqali guy-ong ＞木華黎国王/mùhuálí guówáng,موقلىكويانك/mūqalī kūyānk）
    - 左翼万人隊長・国王ボオル（Bo’ol ＞孛魯bólŭ,بوغول/būghūl）
      - 国王タシュ（Taš ＞塔思/tǎsī）
        - クドカ（Quduqa ＞忽都華/hūdōuhuá）
          - クト・テムル（Qutu temür ＞忽都帖木児/hūdōu tièmùér）
            - バウガ（Bauga ＞宝哥/bǎogē）
              - ダオトン（Daotong ＞道童/dàotóng）